# Heinrich von Neustadt

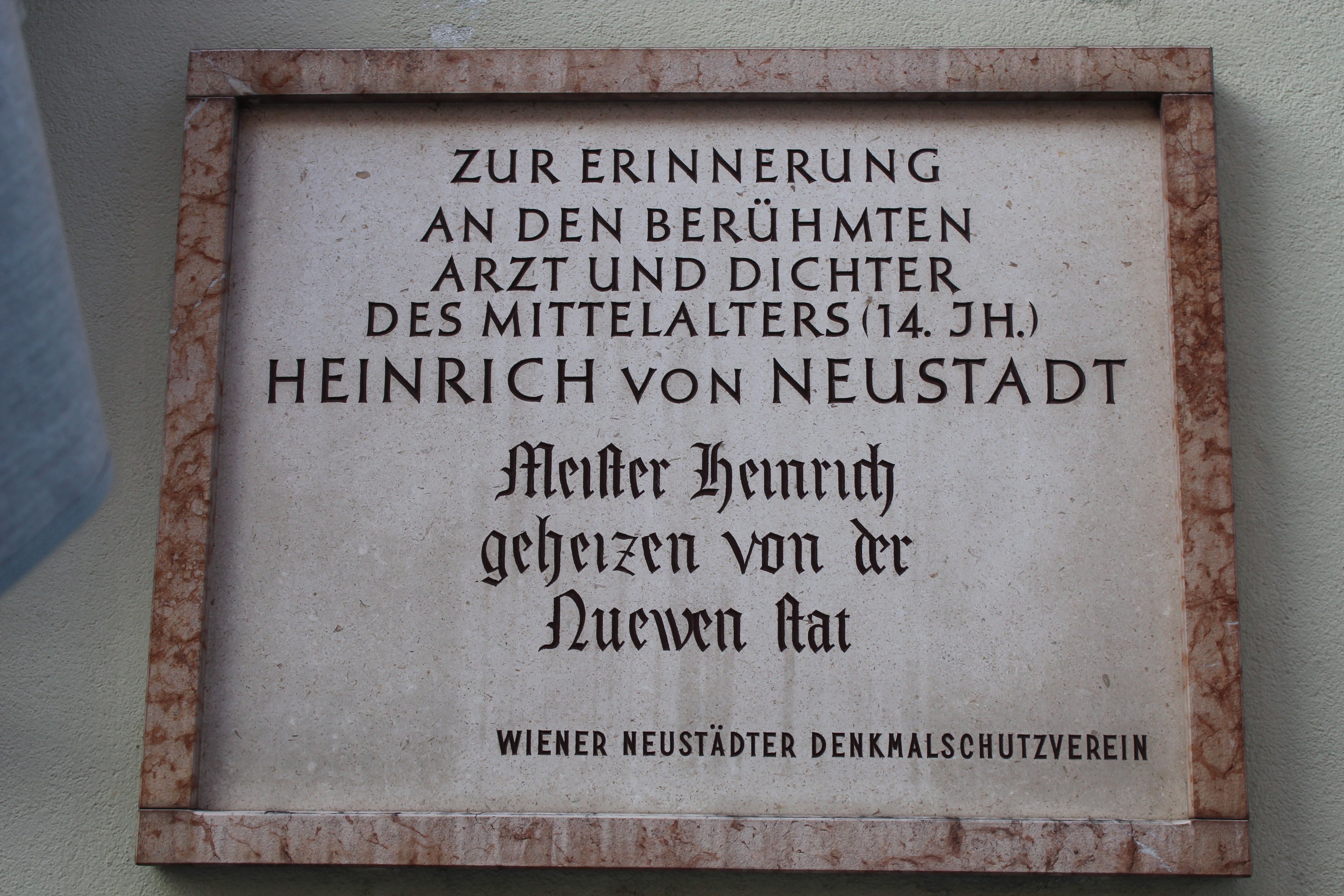
Gedenktafel zu Heinrich von Neustadt am Rathaus Wiener Neustadt

Heinrich von Neustadt (* zweite Hälfte des 13. Jahrhunderts; † nach 1312) war Arzt und Verfasser mittelhochdeutscher Werke.
Heinrich stammt vermutlich aus dem niederösterreichischen Wiener Neustadt, wo seine Person für 1312 belegt ist, und lebte als Arzt in Wien. Von ihm überliefert sind der Versroman Apollonius von Tyrland und die religiöse Erzählung Von Gottes Zukunft. Beide Romane beruhen auf lateinischen Vorlagen (Historia Apollonii regis Tyri, Anticlaudianus des Alanus ab Insulis), die Heinrich jedoch erweiterte und um zusätzliche Texte ergänzte. Anders als höfische Dichter widmete der bürgerliche Heinrich Rittertum und Minne wenig Aufmerksamkeit, vielmehr achtete er auf Detailtreue in der Abbildung seiner soziokulturellen wie geographischen Realität.

## Werke
- Samuel Singer (Hrsg.): Heinrichs von Neustadt 'Apollonius von Tyrland' nach der Gothaer Handschrift, 'Gottes Zukunft' und 'Visio Philiberti' nach der Heidelberger Handschrift (= Deutsche Texte des Mittelalters. Band 7). Berlin 1906 (Nachdruck Dublin/Zürich 1967), S. 331–452.
- Helmut Birkhan (Übers.): Leben und Abenteuer des großen Königs Apollonius von Tyrus zu Land und zur See. Ein Abenteuerroman von Heinrich von Neustadt verfaßt zu Wien um 1300 nach Gottes Geburt. Bern u. a. 2001.
- Samuel Singer (Hrsg.): Die Werke Heinrichs von Neustadt (= Deutsche Texte des Mittelalters. Band VII). Weidmannsche Buchhandlung, Berlin 1906 (Digitalisat [abgerufen am 26. Juni 2024]).